# Хунци (журнал)
«Красный флаг» (кит. 红旗, пин. Hóngqí) — политический журнал, издаваемый Коммунистической партией Китая. Он был одним из «Двух газет и одного журнала» (两报一刊) в 1960-х и 1970-х годах, а газетами были «Жэньминь жибао» и «Гуанмин жибао».
«Красный флаг» был создан в эпоху Большого скачка в 1958 году. Этот журнал стал преемником другого журнала, Study (Xuexi). Название «Красный флаг» было дано Мао Цзэдуном. Чэнь Бода был редактором журнала. «Красный флаг» служил важнейшим средством массовой информации во время Культурной революции. В 1966 году Пол Пот создал в Камбодже аналогичный журнал с тем же названием на кхмерском языке «Тунг Крахом», созданный по образцу «Красного флага».
В 1960-х годах издание «Красного флага» временно прекратилось, но было возобновлено в 1968 году. С 1958 по 1979 год журнал выходил ежемесячно. С 1980 по 1988 год журнал выходил раз в два месяца.